# UOB Plaza One
UOB Plaza One è un grattacielo di Singapore.

## Architettura
Insieme alla Two UOB Plaza forma il complesso chiamato UOB Plaza. Con i grattacieli Republic Plaza e OUB Centre condivide il primato di altezza della città di 280 m. Il progetto è stato realizzato dal famoso architetto giapponese Kenzō Tange ed è stato completato nel 1992. Ospita numerose banche e società finanziarie tra cui la United Overseas Bank e UBS, il ristorante Si Chuan Dou Hua al 60º piano e una moschea nel piano interrato che è stata molto criticata da alcuni musulmani perché considerata "nelle viscere della terra".

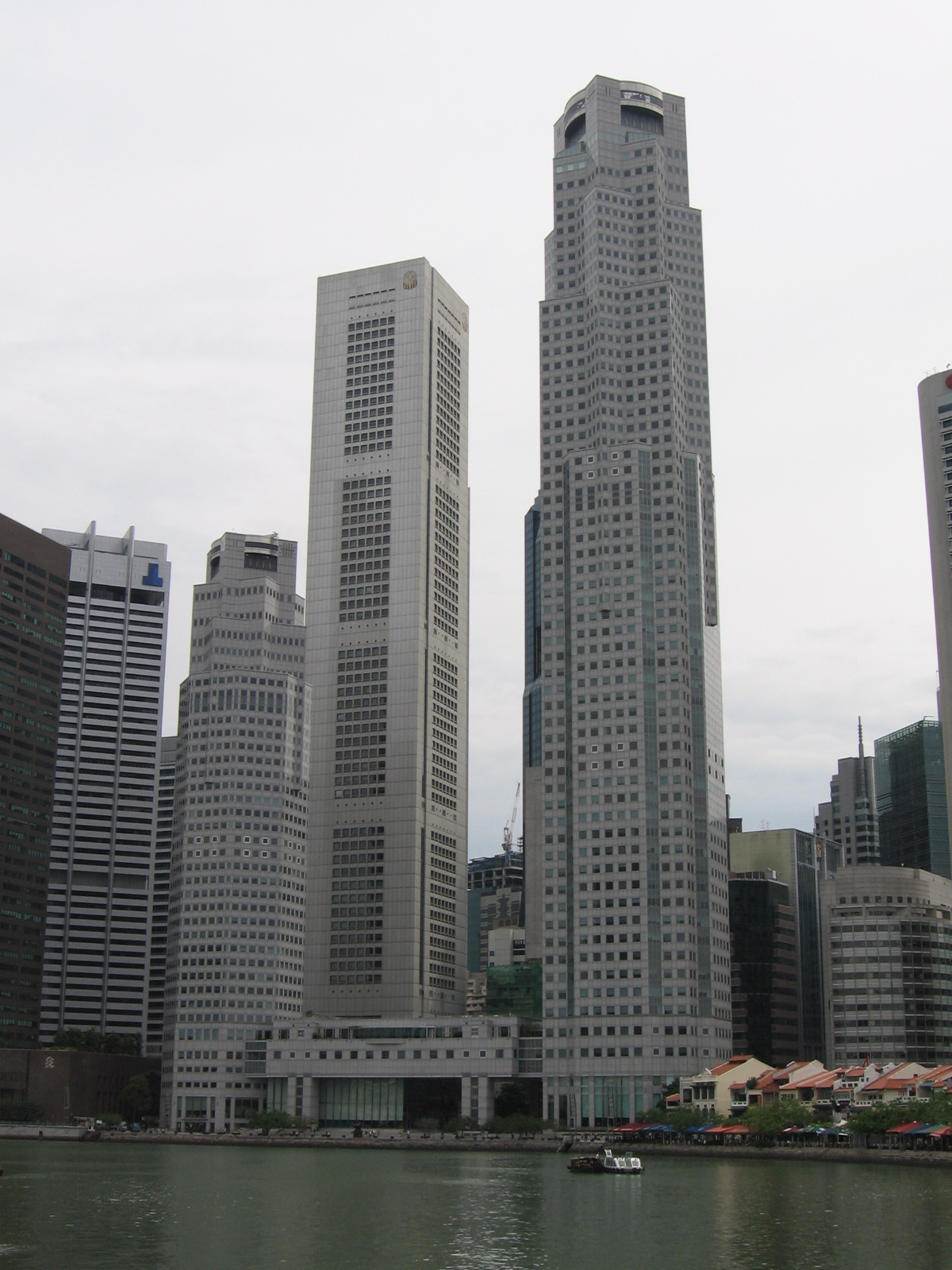
Il UOB Plaza nello skyline di Singapore